# Équipe de Côte d'Ivoire de rugby à XV
L'équipe de Côte d'Ivoire de rugby à XV, surnommé les Éléphants, rassemble les meilleurs joueurs ivoiriens et est membre de Rugby Afrique. Elle représente le pays lors de tous les matches internationaux et est engagée Coupe d'Afrique depuis 2001. Elle a participé à une seule Coupe du monde dans son histoire, en 1995.
L'équipe de Côte d'Ivoire occupe la 49e place du classement World Rugby en mars 2023.

## Historique

### Débuts du rugby en Côte d'Ivoire
Le rugby a été introduit en Côte d'Ivoire pendant la période coloniale française. Le premier match documenté en Côte d'Ivoire a eu lieu peu après la fin de la Seconde Guerre mondiale et a été organisé en 1946 par Mme André Benois entre des immigrants. Le jeu utilisait un ballon improvisé fabriqué à partir de la chambre à air d'un pneu de voiture. 
Le sport est développé par des maîtres d'école français travaillant dans le pays. En tant qu'ancienne colonie française, le développement du sport est principalement influencé par la France et de nombreux joueurs comme Max Brito ont joué dans ce pays. Bien que les origines du rugby ivoirien remontent aux années 1960 et antérieures, ce n'est qu'au début des années 1980 que le sport connaît une poussée de croissance, lorsque le fonctionnaire français Jean-François Turon établit le sport à l'université d'Abidjan. Indépendamment de cela, François Dali est considéré comme le « père du rugby ivoirien » et son fils Athanase Dali a été capitaine de l'équipe nationale dans les années 1990.
La Fédération ivoirienne de rugby est fondée en 1961. Elle devient un membre à part entière de World Rugby lors de son affiliation en 1988. Elle est également membre fondateur de la Confédération africaine de rugby, aujourd'hui Rugby Afrique, créée en 1986 par huit fédérations africaines,.
En 1987, la première Coupe du monde est organisée, mais comme les participants sont invités à ce tournoi, il n'y a pas de tournoi de qualification et la Côte d'Ivoire ne participe donc pas à la compétition.
Lors des qualifications pour la Coupe du monde 1991, la Côte d'Ivoire dispute son premier test-match contre le Zimbabwe, qu'elle a perdu 9-22. Après avoir également perdu ses deux autres matchs contre la Tunisie et le Maroc, elle est éliminée.

### Première participation à la Coupe du monde en 1995

#### Tournoi de qualifications
À partir de 1993, les Éléphants jouent les qualifications pour la Coupe du monde de rugby à XV 1995. Entraînés par Claude Aimé Ezoua, les Ivoiriens battent les deux équipes de leur poule, la Tunisie (16-19) et le Maroc (15-3) et se qualifient ainsi pour la poule finale de la zone Afrique. Dans cette dernière poule, ils perdent dans un premier temps face au Maroc, avant de remporter les deux matchs suivants face à la Namibie et au Zimbabwe, leur permettant ainsi de terminer à la première place et donc de se qualifier pour la première fois de leur histoire à la Coupe du monde de rugby. La Côte d'Ivoire devient ainsi le premier pays d'Afrique francophone et d'Afrique de l'Ouest à se qualifier pour une coupe du monde de rugby.

#### Coupe du monde 1995
Lors de la Coupe du monde 1995, la Côte d'Ivoire tombe dans la poule D, avec l'Écosse, la France et les Tonga. Elle joue son premier match contre l'Écosse de Gavin Hasting qui inscrit dans ce match quatre essais, deux pénalités et transforme neuf des treize essais écossais, infligeant ainsi une large défaite aux Ivoiriens : 0 à 89.
Pour le deuxième match, ils affrontent l'équipe de France, pays où joue la plupart des joueurs de l'équipe nationale ivoirienne, dont notamment le capitaine Djakaria Sanoko, deuxième ligne du Biarritz olympique. À l'Olympia Park, les Éléphants surprennent et arrivent à inscrire deux essais, malgré la défaite, contre un futur demi-finaliste de l'édition, grâce à dans un premier temps au demi d'ouverture Abubacar Camara qui inscrit le premier essai de l'histoire de son pays en coupe du monde, puis l'ailier Aboubacar Soulama. La Côte d'Ivoire est battue 54 à 18.
Enfin, les Ivoiriens affrontent les Tonga pour leur dernier match de poule. Les Tongiens l'emportent 11 à 29 éliminant ainsi la Côte d'Ivoire de la compétition après trois défaites en trois matchs. De plus, ce match est marqué par un drame. Alors qu'il relance un ballon, Max Brito, ailier à Biscarosse, est plaqué par Inoke Afeaki avant que plusieurs joueurs ne lui tombent dessus, le laissant au sol, inconscient. Cet accident le rend tétraplégique,.

### Une confirmation difficile
Après la Coupe du Monde 1995, l'équipe de Côte d'Ivoire a connu une éclipse de trois ans avant de participer aux qualifications de la Coupe du Monde de Rugby 1999 en septembre 1998. La Côte d'Ivoire a enchainé trois défaites face à la Namibie (10-22 ), au Zimbabwe (0-32) et au Maroc (3-6) dans un tournoi qui s'est déroulé à Casablanca. Ces résultats ne permettent donc pas aux Ivoiriens de se qualifier.
Après une autre absence de deux ans et demi, les Éléphants participent à la Coupe d'Afrique 2001, durant laquelle ils perdent leurs deux confrontations face au Maroc (11-18 à la maison et 18-20 au retour), réalisent un match nul (11-11) en Tunisie et remportent une victoire à domicile (46-0) face à cette même Tunisie. Ils terminent alors deuxième sur trois de la Zone Nord et ne se qualifient donc pas pour la finale.

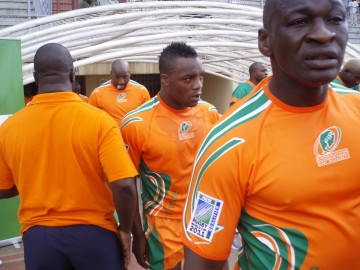
L'équipe de Côte d'Ivoire en 2008, lors d'un match de qualification pour le Mondial 2011.

La Côte d'Ivoire rate sa qualification à la Coupe du Monde de Rugby 2003 après des défaites face à la Tunisie (8-13) et au Maroc (21-23). Dans les qualifications de la Coupe du Monde 2007, les Ivoiriens ont commencé de façon prometteuse avec deux victoires sur le Sénégal (20-6) et le Zimbabwe (33-3) dans le premier tour, mais obtiennent des résultats mitigés contre le Maroc (match nul 9-9 à Abidjan et défaite 7-23 à Casablanca) et l'Ouganda (défaite 7-32 à Kampala et 18-9 à Abidjan) et sont donc été éliminés.
Les Ivoiriens atteignent le deuxième tour de qualification pour la phase finale de la Coupe du monde 2011 après une surprenante victoire 21-9 au Maroc et contre la Zambie. Au deuxième tour, ils font face à la Namibie contre laquelle ils obtiennent un match nul 13-13 à Abidjan, mais perdent par 14-54 à Windhoek. En qualification pour la Coupe du monde 2015, la Côte d'Ivoire termine deuxième du tour 2 derrière le Botswana, vainqueur du tournoi à 5 à la meilleure différence de points. Elle participe ensuite à la Coupe d'Afrique en 2022 pour la qualification à la Coupe du monde 2023, mais échoue en quart de finale face au Zimbabwe à Marseille (38-11) et termine à la sixième place, alors que l'objectif était au moins le Top 5 voire la qualification,.

## Identité visuelle
La Côte d'Ivoire joue traditionnellement en maillot orange avec un short blanc et des chaussettes vertes. Le maillot extérieur est blanc avec un short orange et des chaussettes orange. Le maillot porte, via le logo de la Fédération ivoirienne de rugby à XV, un éléphant, l'animal emblématique du pays devenu le surnom de l'équipe nationale.

## Résultats

### Coupe du monde
Le tableau suivant récapitule les performances des Ivoiriens en Coupe du monde.
| Édition | Organisateur                  | Place                  |
| ------- | ----------------------------- | ---------------------- |
| 1987    | Nouvelle-Zélande et Australie | Non invitée            |
| 1991    | Angleterre                    | Non qualifiée          |
| 1995    | Afrique du Sud                | Éliminée en poule (4e) |
| 1999    | Pays de Galles                | Non qualifiée          |
| 2003    | Australie                     | Non qualifiée          |
| 2007    | France                        | Non qualifiée          |
| 2011    | Nouvelle-Zélande              | Non qualifiée          |
| 2015    | Angleterre                    | Non qualifiée          |
| 2019    | Japon                         | Non qualifiée          |
| 2023    | France                        | Non qualifiée          |

### Coupe d'Afrique
Le tableau suivant récapitule les performances des Ivoiriens en Coupe d'Afrique de rugby à XV.
| Édition   | Division                   | Place              | Commentaire                                                      |
| --------- | -------------------------- | ------------------ | ---------------------------------------------------------------- |
| 2000      | Gold Cup ("Top 6")         | Forfait            |                                                                  |
| 2001      | Gold Cup ("Top 6")         | 2e de poule        |                                                                  |
| 2002      | Gold Cup ("Top 6")         | 3e de poule        |                                                                  |
| 2003      | Gold Cup ("Top 9")         | 2e de poule        |                                                                  |
| 2004      | Gold Cup ("Top 10")        | 2e de poule        |                                                                  |
| 2005      | Gold Cup ("Top 9")         | 3e de poule        |                                                                  |
| 2006      | Gold Cup                   | 2e de poule        |                                                                  |
| 2007      | Gold Cup                   | Demi-finaliste     | 1er de la Poule Nord B et éliminée en demi-finale par Madagascar |
| 2008-2009 | Gold Cup                   | Demi-finaliste     | 1er de la Poule B et éliminée en demi-finale par la Namibie      |
| 2010      | Gold Cup                   | 4e de poule        |                                                                  |
| 2011      | Gold Cup B ("Division 1B") | Forfait            |                                                                  |
| 2012      | Gold Cup C ("Division 1C") | 2e de poule        |                                                                  |
| 2013      | Gold Cup C ("Division 1C") | Vainqueur          | Promue en Division 1B                                            |
| 2014      | Gold Cup B ("Division 1B") | Finaliste          | Battue en finale par la Tunisie (26-6)                           |
| 2015      | Gold Cup B ("Division 1B") | 5e de poule        |                                                                  |
| 2016      | Gold Cup B ("Division 1B") | 2e de poule        |                                                                  |
| 2017      | Silver Cup                 | Finaliste          | Battue en finale par le Maroc (8-3)                              |
| 2018      | Silver Cup                 | 2e de poule        |                                                                  |
| 2019-2020 | Coupe d'Afrique            | édition annulée    | Pandémie de Covid-19                                             |
| 2021-2022 | Coupe d'Afrique            | Quart de finaliste | 2e de la Poule A et éliminée en quarts de finale par le Zimbabwe |

## Effectif
Ci-dessous, la liste des joueurs retenus pour la Coupe d'Afrique 2021-2022
| Nom                   | Poste           | Club                         |
| --------------------- | --------------- | ---------------------------- |
| Mohamed Barro         | Talonneur       | Ta Rugby Club Koumassi       |
| Elias Coulibaly       | Talonneur       | Stade français (Espoirs)     |
| Ismaël Martin         | Talonneur       | US bressane                  |
| Welcome Bigger Bladi  | Pilier          | SC Mazamet                   |
| Kevin Brou            | Pilier          | Stade dijonnais              |
| Youssouf Dosso        | Pilier          | AAS Sarcelles                |
| Emmanuel Gbapo        | Pilier          | Aviron gruissanais           |
| Tiedie Koné           | Pilier          | Treichville Biafra Olympique |
| Marvin Pivert         | Pilier          | CA Périgueux                 |
| Quentin Poupeau       | Pilier          | Saint-Médard RC              |
| Christian Sahin       | Pilier          | RC Le Mans                   |
| Hamed Diarra          | Deuxième ligne  | US Tours                     |
| Firmin Doué           | Deuxième ligne  | RC Yopougon                  |
| Jean-Philippe Gori    | Deuxième ligne  | RC Pays de Roquefort         |
| Evrard Dion Oulai     | Deuxième ligne  | RC Massy                     |
| Paul Diallo Dit Peres | Troisième ligne | C' Chartres Rugby            |
| Ouambourou Dosso      | Troisième ligne | Stade domontois              |
| Mohamed Fofana        | Troisième ligne | AAS Sarcelles                |
| Dov Kosse             | Troisième ligne | UA Gujan Mestras             |
| Eric M'Bra            | Troisième ligne | Stade pontellois             |
| Bakary Meité          | Troisième ligne | US Carcassonne               |
| Eugène N'Zi           | Troisième ligne | Aviron gruissanais           |
| Louison N'Zoko        | Troisième ligne | Winners Stars Port Bouet     |

| Nom                 | Poste            | Club                          |
| ------------------- | ---------------- | ----------------------------- |
| Isaac Coulibaly     | Demi de mêlée    | US seynoise                   |
| Firmin Douho        | Demi de mêlée    | RC Yopougon                   |
| Alexandre Pilati    | Demi de mêlée    | US Dax                        |
| Ezer Kosse          | Demi d'ouverture | C' Chartres Rugby             |
| Alexandre Lagarde   | Demi d'ouverture | US Tyrosse                    |
| Christian Eba       | Centre           | Société Omnisports de l'Armée |
| Yann Lohore         | Centre           | Palavas Lunel Rugby           |
| Andy Serele         | Centre           | Stade métropolitain           |
| Ange Taho           | Centre           | Oyonnax rugby (Espoirs)       |
| James Zié           | Ailier           | C' Chartres Rugby             |
| Soualio Bakayoko    | Ailier           | C' Chartres Rugby             |
| Issa Bassono        | Ailier           | Treichville Biafra Olympique  |
| Anthony Bazin       | Ailier           | CS Vienne                     |
| Ben Yacouba Dembele | Ailier           | Pessac rugby                  |
| Oscar Lasme         | Ailier           | CS Vienne                     |
| Fabien Coublucq     | Ailier           | US Orthez                     |
| Yannis Dit Robaglia | Arrière          | RC Massy                      |
| Benjamin Maurice    | Arrière          | RC Yopougon                   |

## Joueurs emblématiques
- Toussaint Djehi
- Djakaria Sanoko
- Ismaila Lassissi
- Célestin N'Gbala
- Frédéric Dupont
- Édouard Angoran
- Max Brito
- Emmanuel Amapakabo
- Olivier Diomandé
- Bedel Dogoui
- Hervé Gregoire-Mazzocco
- Silvère Tian
- Jean-Maurice Oulouma